# Gouverneur de Transylvanie

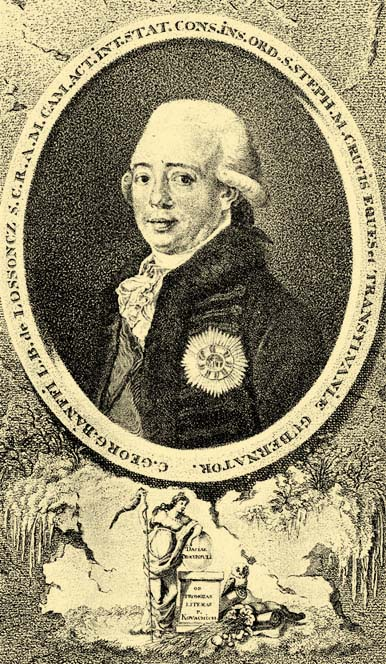
Gróf Bánffy György (1661-1708).

Le gouverneur de Transylvanie est le représentant de la monarchie des Habsbourg dans le grand-duché de Transylvanie de 1691 à 1869. Ils portaient le titre de Gubernator, de président du Gubernium (de) ou encore de gouverneur militaire et civil. Cette liste complète celle des princes de Transylvanie qui ont précédé les gouverneurs.

## Liste des gouverneurs de Transylvanie
- 1691-1708 : György Bánffy
- 1709-1710 : István Haller
- 1710-1713 : István Wesselényi
- 1713-1731 : Zsigmond Kornis
- 1732-1734 : Franz Anton Paul Wallis
- 1734-1755 : János Haller
- 1755-1758 : Franz Wenzel Wallis
- 1758-1762 : László Kemény
- 1762-1764 : Adolf Nikolaus von Buccow
- 1764-1768 : András Hadik
- 1768-1770 : Karl O'Donnell
- 1771-1773 : Heinrich Joseph Johann von Auersperg
- 1774-1787 : Samuel von Brukenthal
- 1787-1822 : György Bánffy
- 1822-1834 : János Jósika
- 1835-1837 : Ferdinand d'Autriche-Este
- 1838-1840 : János Kornis
- 1842-1848 : József Teleki
- 1848 : Imre Mikó
- (Miklós Vay, commissaire royal  pour la Transylvanie du 19 juin 1848 au 2 janvier 1849)
- 1849-1851 : Ludwig von Wohlgemuth
- 1851-1858 : Friedrich Karl zu Schwarzenberg
- 1858-1861 : Frédéric de Liechtenstein
- 1860-1861 : Imre Mikó
- 1861-1867 : Louis Folliot de Crenneville
- (Manó Péchy : commissaire royal (királyi biztos) pour la Transylvanie, président de la liquidation (felszámolás), du 2 avril 1867 au 1er mai 1869)